# 乌碑石隧道
乌碑石隧道位于昌福线腾桥至南城区间，全长354米，2009年1月11日动工，同年7月21日贯通，成为继界山隧道后此铁路贯通的第二个隧道。
乌碑石隧道在昌福铁路上的位置请见Template:昌福铁路RDT。